# Mont-Notre-Dame
Mont-Notre-Dame es una comuna francesa situada en el departamento de Aisne, de la región de Alta Francia.

## Geografía
Está ubicada a 20 km al sureste de Soissons. 

## Demografía
| 453 | 451 | 511 | 562 | 600 | 619 | 646 | 665 | 621 | 630 | 608 | 577 | 567 | 554 | 541 | 542 | 531 | 573 | 547 | 569 | 565 | 717 | 770 | 749 | 550 | 610 | 599 | 700 | 715 | 653 | 580 | 617 | 633 | 649 | 739 |
| Para los censos de 1962 a 1999 la población legal corresponde a la población sin duplicidades (Fuente: INSEE [Consultar]) |     |     |     |     |     |     |     |     |     |     |     |     |     |     |     |     |     |     |     |     |     |     |     |     |     |     |     |     |     |     |     |     |     |     |